# Серрильо, Эдуин
Эдуин Хавьер Серрильо (англ. Edwin Javier Cerrillo; род. 3 октября 2000, Уэйко, Техас) — американский футболист, опорный полузащитник клуба «Лос-Анджелес Гэлакси».

## Клубная карьера
Серрильо — воспитанник клуба «Даллас». 14 февраля 2019 года он подписал с «Далласом» контракт по правилу доморощенного игрока. 9 марта в матче против «Лос-Анджелес Гэлакси» он дебютировал в MLS, выйдя на замену на 79-й минуте вместо Сантьяго Москеры.
3 августа 2023 года Серрильо перешёл в «Лос-Анджелес Гэлакси» за гарантированные $200 тыс. и условные $400 тыс. в общих распределительных средствах. «Даллас» также сохраняет комиссию от перепродажи. 26 августа в матче против «Чикаго Файр» он дебютировал за «Гэлакси».

## Международная карьера
В 2019 году Серрильо в составе молодёжной сборной США принял участие в молодёжном чемпионате мира в Польше. На турнире он был запасным и на поле не вышел.

## Достижения
Лос-Анджелес Гэлакси
- Обладатель Кубка MLS: 2024
- Победитель Западной конференции MLS: 2024